# Hérens Basket
Hérens Basket est un club suisse de basket-ball, basé dans le village de Vex.

## Historique
Hérens Basket a été fondé en 1993 par trois jeunes du val d'Hérens (Christophe Sierro, Olivier Gaspoz et Romain Gaspoz). L'objectif était de pouvoir pratiquer rapidement le basket en championnat et d'offrir l'accès à un sport supplémentaire aux habitants du val d'Hérens.

## Palmarès
- Champion de Suisse de LNB B (2e division suisse) : 2004

## Entraîneurs successifs
- 2006-déc. 2007 :  Romain Gaspoz